# Lymantria flavoneura
Lymantria flavoneura är en fjärilsart som beskrevs av James John Joicey 1916. Lymantria flavoneura ingår i släktet Lymantria och familjen tofsspinnare. Inga underarter finns listade i Catalogue of Life.